# Hayri
Hayri ist ein türkischer männlicher Vorname arabischer Herkunft. Hayri ist abgeleitet von türk. hayır = Wohltat. Die weibliche Form des Namens ist Hayriye.

## Namensträger
- Hayri Arsebük (1915–1943), türkischer Basketballspieler
- Hayri Ragıp Candemir (1908–†), türkischer Fußballspieler
- Hayri Kıvrıkoğlu (* 1948), türkischer General
- Hayri Sevimli (* 1991), deutscher Fußballspieler
- Hayri Ündül (1929–2014), türkischer General
- Suat Hayri Ürgüplü (1903–1981), türkischer Politiker